# Dănești, Maramureș
Dănești este un sat în comuna Șișești din județul Maramureș, Transilvania, România.

## Etimologie
Etimologia numelui localității: din n. grup dănești < antrop. Dan + suf. -ești. 

## Secvențe istorice
Prima atestare documentară: 1405 (Balkonia). 
În perioada interbelică învățătorul Pop Dariu (1877, Măgura Ilvei-1965) a efectuat o cercetare asupra existenței înscrisurilor românești într-un număr de peste 50 de biserici sătmărene. La Dănești (mai demult aparținând comitatului Satu Mare) a descoperit un caiet unde era copiată o "istorie română" după un alt manuscris din 1861 cu autor neidentificat. Caietul a fost scris într-o vreme de iarnă de Poduț Gabor, țârcovnic la biserica din localitate și încheiat în data de 8 ianuarie 1871. (O istorie concentrată a Ardealului

## Turism
Localitatea este recunoscută datorită calităților curative ale apelor sulfuroase care joacă un rol deosebit în sănătatea oamenilor. Apele reci sulfuroase de munte  pot fi utilizate în tratarea unor afecțiuni cum ar fi: boli ginecologice, boli ale sistemului respirator și tratamente ale sistemului periferic nervos.
Stațiunea balneară sezonieră "Băile Dănești"- SECRET GARDEN este amplasată la 7 km de Cavnic, 17 km de Baia Mare. În terapie se foloseste saramura cu următoarea mineralizație: 1500mg/lCO2, 243mg/lHBO2, 3,1mg/lH2S